# Sacrário

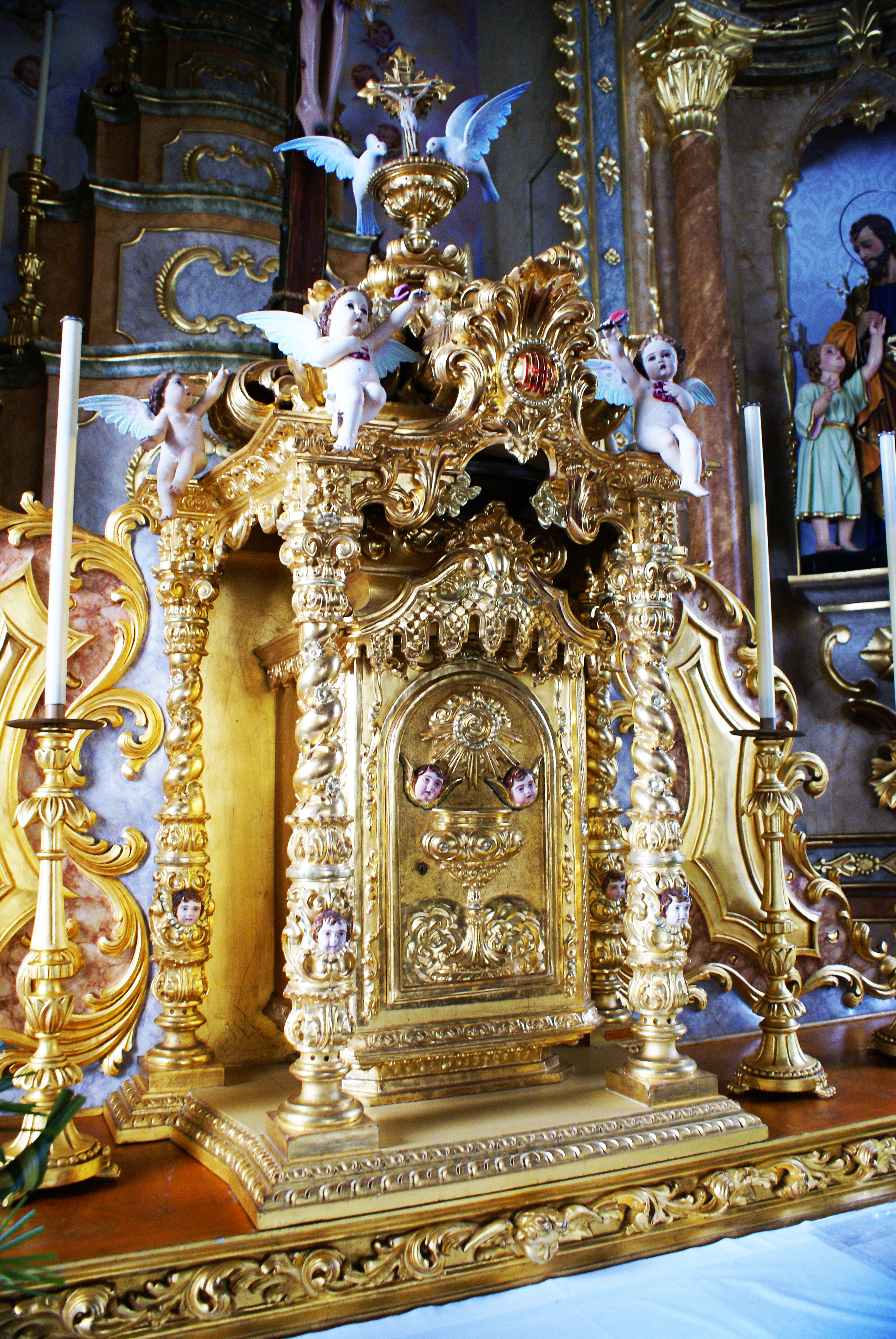
Sacrário da Igreja de Santa Cruz das Ribeiras, ilha do Pico, Açores.

Sacrário ou Tabernáculo é um pequeno cofre colocado sobre o altar para guardar a píxide ou o ostensório, onde está a Eucaristia. Em muitos casos está situado em capela própria, a Capela do Santíssimo.

## História
Na Igreja Primitiva, sacerdotes e leigos, após tomarem pão consagrado nas celebrações eucarísticas, os guardavam nos sacrários a fim de dá-los para os doentes e outros que não conseguiram assistir à celebração. Quando se iniciou a Paz na Igreja, terminando a perseguição aos cristãos, foi estabelecida a prática de manter a Eucaristia sempre nestes recipientes. Quando as condições financeiras tornavam possíveis, o recipiente era feito geralmente de ouro, com uma pomba dentro normalmente de prata.

## Galeria de imagens

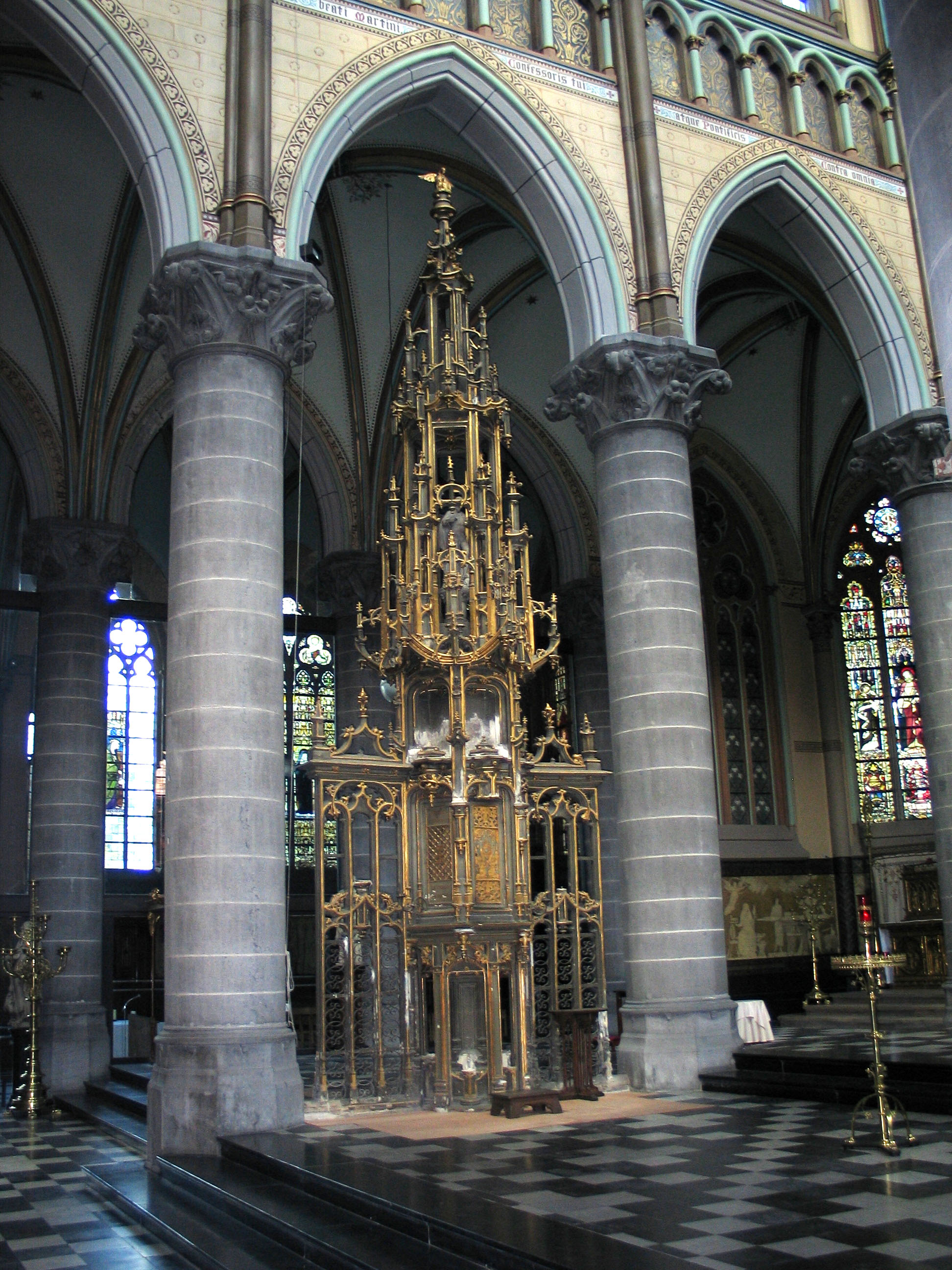
Tabernáculo na Igreja de St. Martin, Kortrijk, Bélgica.
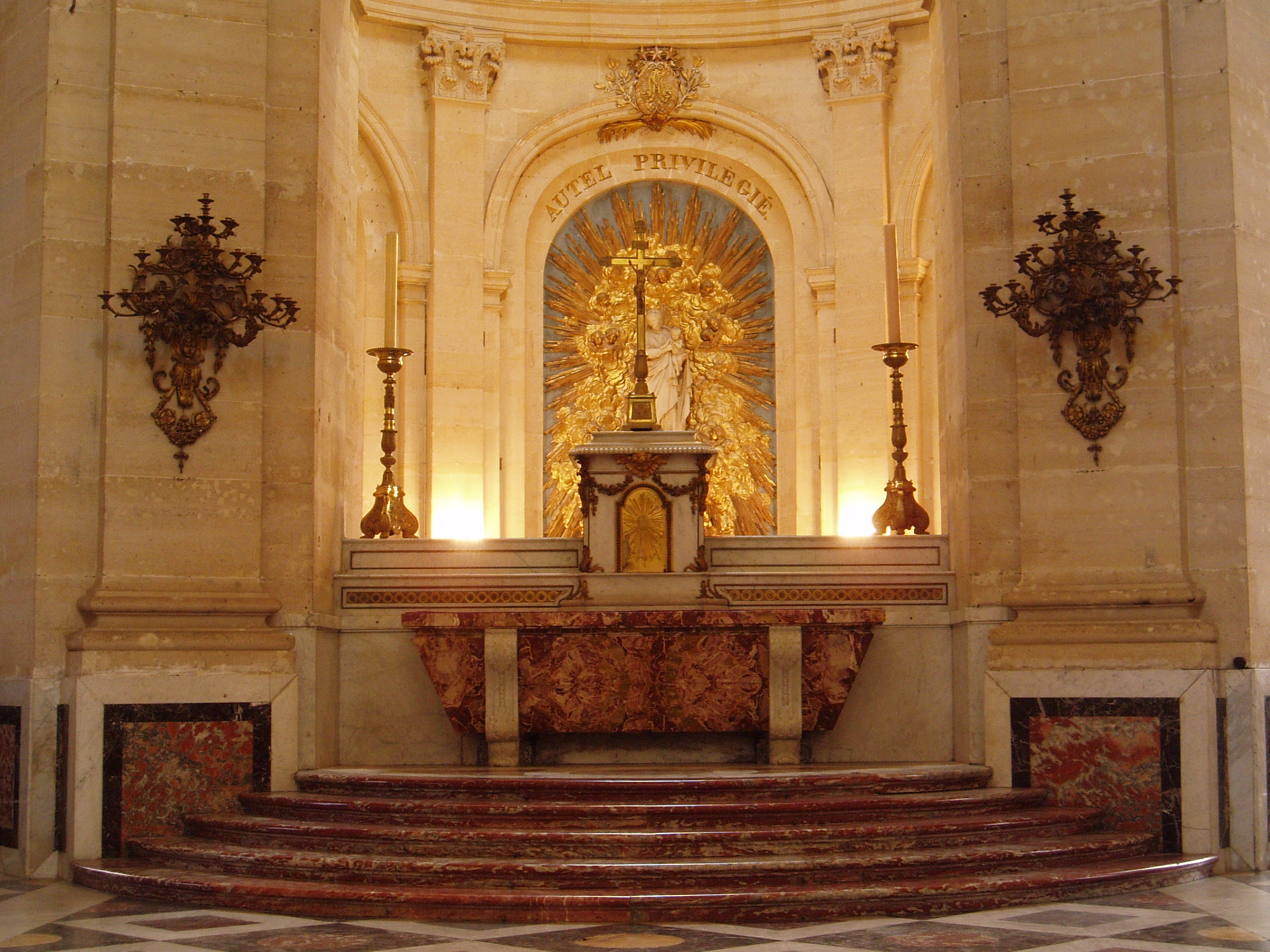
Tabernáculo em Saint Louis, Catedral de Versailles.
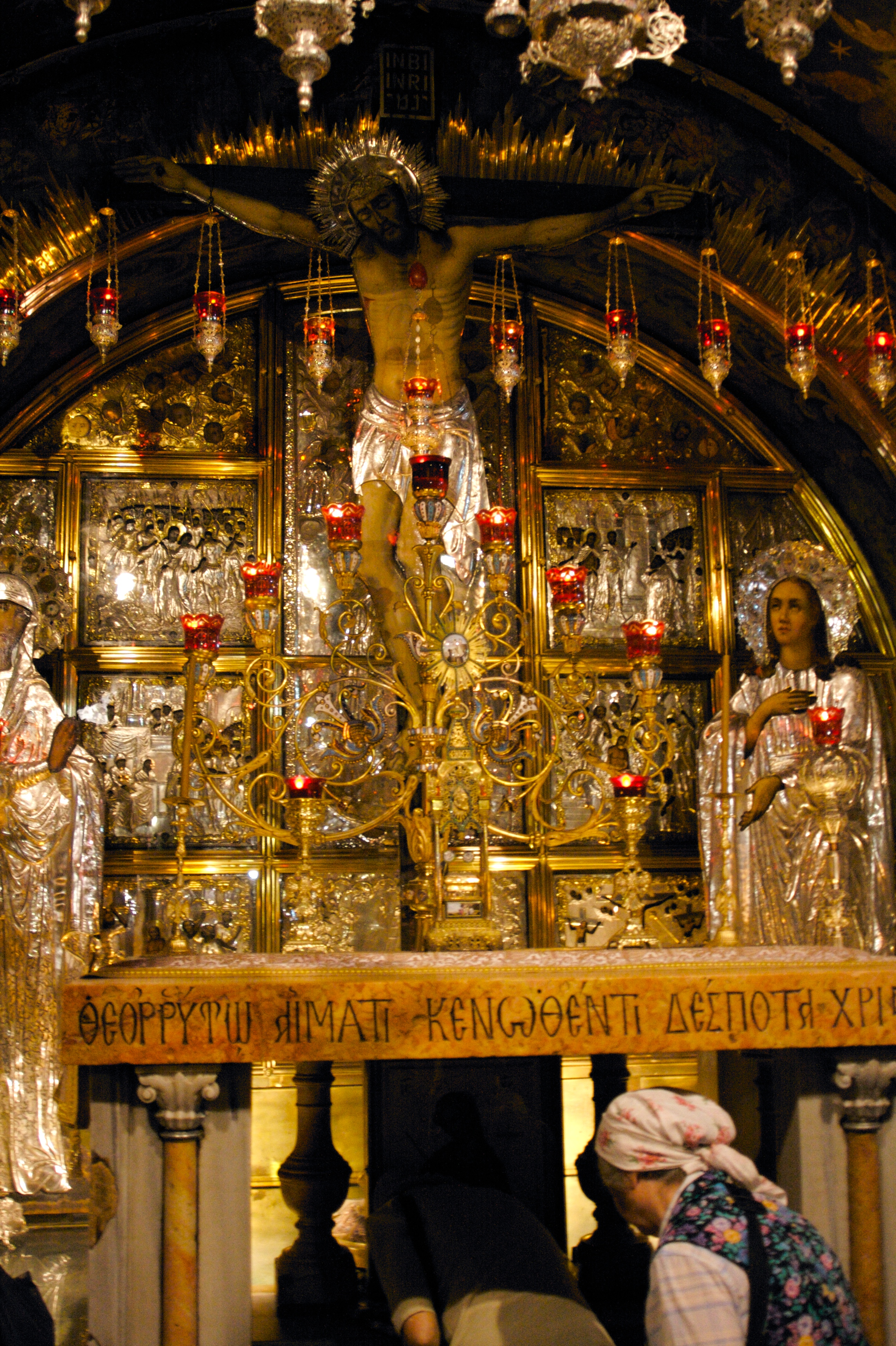
O altar na Igreja do Santo Sepulcro, Gólgota, Jerusalém. No centro está um sacrário ortodoxo.
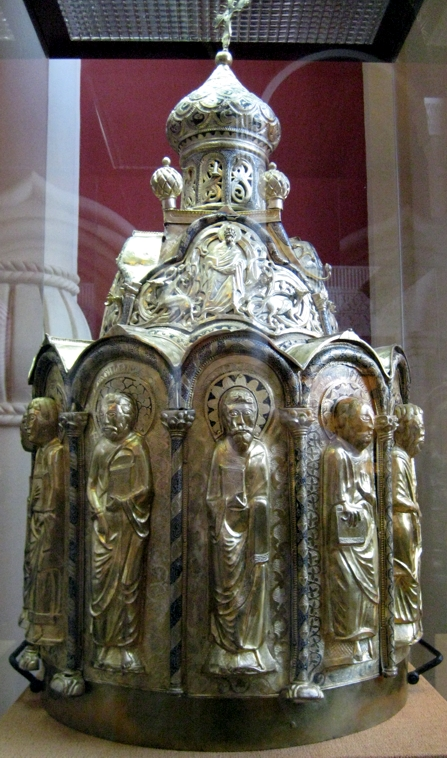
O Zion, um tabernáculo da Igreja Ortodoxa Russa (Catedral da Dormição no Kremlin de Moscou).
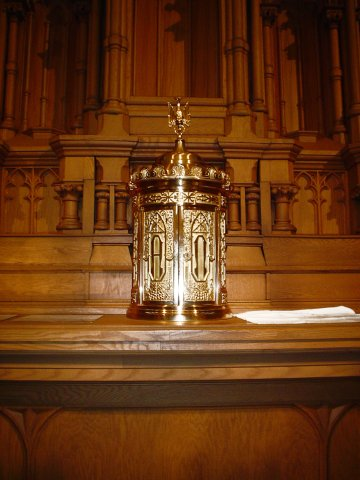
Sacrário na Catedral de São Rafael em Dubuque, Iowa.
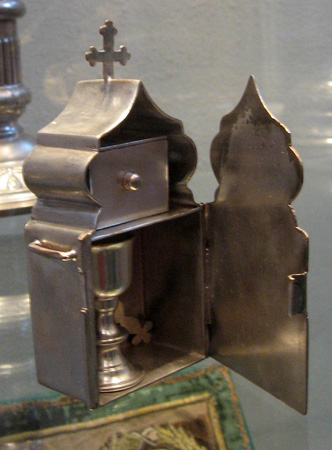
Sacrário pequeno para a comunhão dos enfermos. No topo está um compartimento reservado para a eucaristia, no compartimento de baixo há um pequeno cálice, e ao fundo há uma pequena colher de comunhão com uma cruz na ponta (Mosteiro das Cavernas de Kiev).